# Mori Ranmaru

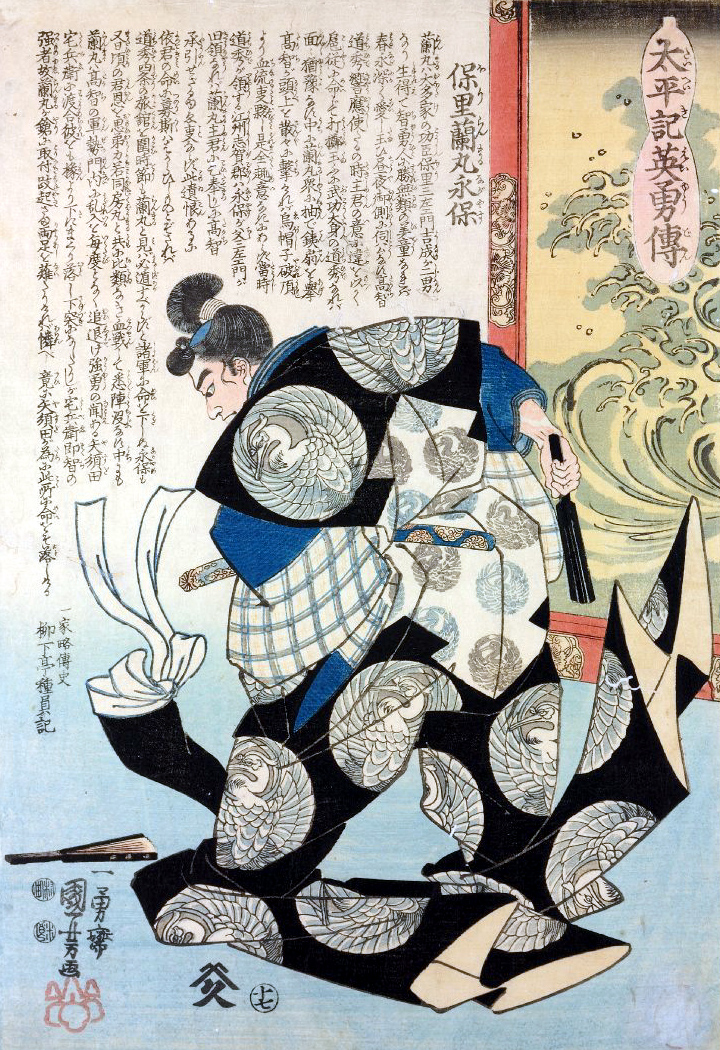
Mori Ranmaru

Mori Ranmaru (森蘭丸), ook bekend als Mori Naritoshi (森成利), (1565 - 21 juni 1582) is een Japanse daimyo uit de Sengoku-periode.
Hij was de zoon van Mori Yoshinari en had 4 broers. Hij kwam van de Mino provincie en was een lid van de Mori clan, die afstamden van de Seiwa Genji, het meest succesvolle deel van de machtige Minamoto-clan.

## Biografie
Mori Ranmaru werd op jonge leeftijd voorgesteld aan Oda Nobunaga. Nobunaga toonde interesse in de jongen en maakte hem tot zijn vazal. Ranmaru was slim, snel en praktisch. Hij wist perfect wat Nobunaga wanneer nodig had, nog voor hij het zelf wist. Het werd ook gezegd dat wanneer Nobunaga een van zijn befaamde woedeaanvallen had de enige veilige plekken achter Toyotomi Hideyoshi en Mori Ranmaru waren. Nadat zijn vader, Mori Yoshinari, stierf voor de Oda clan werd zijn moeder een boeddhistische non en kwamen zijn broers bij hem wonen en werken.
Normaal worden dienaren soldaten eens ze volwassen zijn, rond 15-18 jaar ouder, maar Oda Nobunaga wou geen afstand doen van zijn jonge vazal. Daardoor bleef Ranmaru uitzonderlijk lang in dienst als persoonlijke dienaar van Nobunaga. Er wordt ook geïmpliceerd dat de relatie tussen Ranmaru en Nobunaga niet enkel zakelijk was. Er zou sprake geweest zijn van shudo. Dat zou betekenen dat Mori Ranmaru en Oda Nobunaga ook een seksuele relatie hadden. Dit gebruik was niet ongewoon voor de daimyo van die tijd.
Naast huishoudelijke taken moest een dienaar van die tijd ook de rol van soldaat kunnen invullen. Ze dienden als een laatste verdediging indien de vijand door de verdediging zou breken. Mori Ranmaru was uitzonderlijk goed in zwaardvechten, boogschieten en paardrijden. Deze talenten maakten van hem een uitstekend soldaat.
Als beloning voor zijn diensten kreeg Ranmaru van Nobunaga 500 koku. Koku is een maateenheid voor rijst, maar hier staat het voor de grootte of opbrengst van het stuk grond dat Ranmaru kreeg. Na de dood van Takeda Katsuyori, die zelfmoord pleegde na een nederlaag tegen Nobunaga in de slag bij Temmokuzan kreeg hij de 50,000 koku van het kasteel van Iwamura en de bijhorende titel, heer van Iwamura.
Op 21 juni 1582 kwam Ranmaru Mori om in het Honnō-ji incident. Akechi Mitsuhide, een generaal van Oda Nobunaga, verraadde hem en omsingelde hem en zijn gevolg bij de Honnō-ji tempel. Op verzoek van Nobunaga zette Mori Ranmaru de tempel in brand zodat niemand Nobunaga's hoofd kon krijgen. Ranmaru en zijn meester pleegden waarschijnlijk zelfmoord. Door de brand zijn hun lichamen nooit gevonden.

## Familie
Mori Ranmaru's vader was Mori Yoshinari (1523-1570). Yoshinari was het hoofd van de Mori-clan, die de Saito-clan dienden. Nadat de Saito-clan verslagen was door de Oda-clan verschoof hun loyaliteit naar de Oda-clan. Mori Yoshinari stierf in 1570 in een veldslag tegen de Asakura-clan in de buurt van Ōtsu.
Hierna nam Ranmaru's oudere broer, Mori Nagayoshi het leiderschap van de clan over. Mori Nagayoshi (1558-1584) was een officier van Oda Nobunaga. Hij stond bekend om zijn slechte humeur en onverschrokkenheid, hierdoor kreeg hij de bijnaam de duivel. Hij stierf in 1584 onder leiding van Toyotomi Hideyoshi in de slag van Komaki en Nagakute.
Mori Ranmaru had ook nog 3 jongere broers. Mori Bōmaru en Rikimaru waren elk iets jonger dan Ranmaru. Respectievelijk 1 en 2 jaar jonger. Ze waren beide pages van Oda Nobunaga en hielpen Mori Ranmaru met zijn werk aan het hof. Beide broers kwamen om in het honnō-ji incident in 1582.
De laatste broer was Mori Tadamasu. Deze werd in 1603 het Tsuyama domein toegekend door het shogunaat nadat Kobayakawa Hideaki stierf zonder erfgenaam. Het domein had een waarde van 186.500 Koku.

## In populaire cultuur
Mori Ranmaru komt regelmatig voor in populaire cultuur. Dit komt voornamelijk door zijn reputatie en loyaliteit. Loyaliteit is dan ook een thema dat vaak gepaard gaat met zijn verschijning.
Mori Ranmaru komt voor in de serie Kagemusha en verscheidene taiga drama's. Hij komt ook terug in boeken en manga zoals Hyouge Mono. Daarnaast zijn er verschillende videospellen waarin hij een rol speelt. Een paar voorbeelden hiervan zijn Samurai Warriors, Warriors Orochi, Sengoku Basara en Pokémon Conquest. Ook in muziek is hij een onderwerp. Zo heeft de zanger Kazuya Kamenashi een nummer 1582. Dit lied gaat over het honnō-ji incident vanuit Mori Ranmaru's perspectief. Soms wordt Ranmaru, vermoedelijk door zijn beschrijving als een heel knappe jongeman, voorgesteld als een vrouw. Dit was het geval in de serie Kamen Rider Gaim.

### Boeken
- LAMERS, J., Japonicus Tyrannus: The Japanese Warlord Oda Nobunaga Reconsidered (Japonica Neerlandica),2003,Hotei Publishing
- VANDE WALLE, W., Een geschiedenis van Japan: van samurai tot soft power, 2004, Acco Uitgeverij
- FRÉDÉRIC, L., Japan encyclopedia. Eerste druk, Éditions Robert Laffont S.A., 1996, 1102 blz.
- KODANSHA, Encyclopedia of Japan, 3. Eerste druk, Kodansha, 1983, 367 blz.

### Internet
- Dit artikel of een eerdere versie ervan is een (gedeeltelijke) vertaling van het artikel Mori Ranmaru op de Engelstalige Wikipedia, dat onder de licentie Creative Commons Naamsvermelding/Gelijk delen valt. Zie de bewerkingsgeschiedenis aldaar.
- Mori, internet, http://www.oocities.org/rainforestwind/mori.htm
- Dit artikel of een eerdere versie ervan is een (gedeeltelijke) vertaling van het artikel Mori Yoshinari op de Engelstalige Wikipedia, dat onder de licentie Creative Commons Naamsvermelding/Gelijk delen valt. Zie de bewerkingsgeschiedenis aldaar.
- Koku, Samurai Archives, Internet, (28 juli 2014), https://web.archive.org/web/20160712193709/http://wiki.samurai-archives.com/index.php?title=Koku